# Enarsvedjan
Enarsvedjan (jämtska: Änarsvän) är en by i Offerdals distrikt (Offerdals socken) i Krokoms kommun, Jämtlands län. Byn ligger norr om Landösjön (Nola sjön). 
Enarsvedjan började bebyggas år 1827. Byns marker tillhörde då byn Lien, söder om Landösjön. Under 1700-talet hade en man från Aspås vid namn Enar svedjat en fäbodvall som låg ungefär mitt i den nuvarande byn. I början på 1800-talet byggdes bäckasågen, som var en s.k. ramsåg med såglina och kätting från Rönnöfors bruk. År 1876 byggdes den första fasta skolan i Enarsvedjan. Fram till år 1923 då allmän väg byggdes till Enarsvedjan skedde kommunikationerna med kyrkbygden i Offerdal till stor del med båt över Landösjön från bryggan vid Pinsviken till Lien längs den s.k. kyrkvägen. En kort tid fanns allmän ångbåtstrafik på Landösjön. Elektricitet kom till byn först år 1953.